# Akranes
Akranes ['aːkraˌnɛˑs] ist eine Hafenstadt in Island nördlich von Reykjavík in der Region Vesturland. Am 1. Januar 2023 hatte die Stadt 7997 Einwohner. Sie ist damit die größte Stadt Westislands.

## Name und Geografie

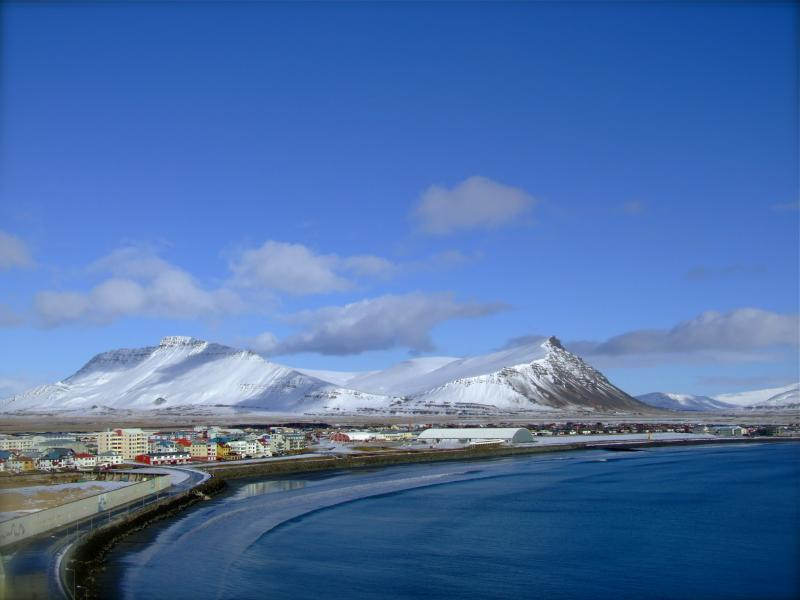
Langisandur in Akranes im Winter, im Hintergrund der Berg Akrafjall

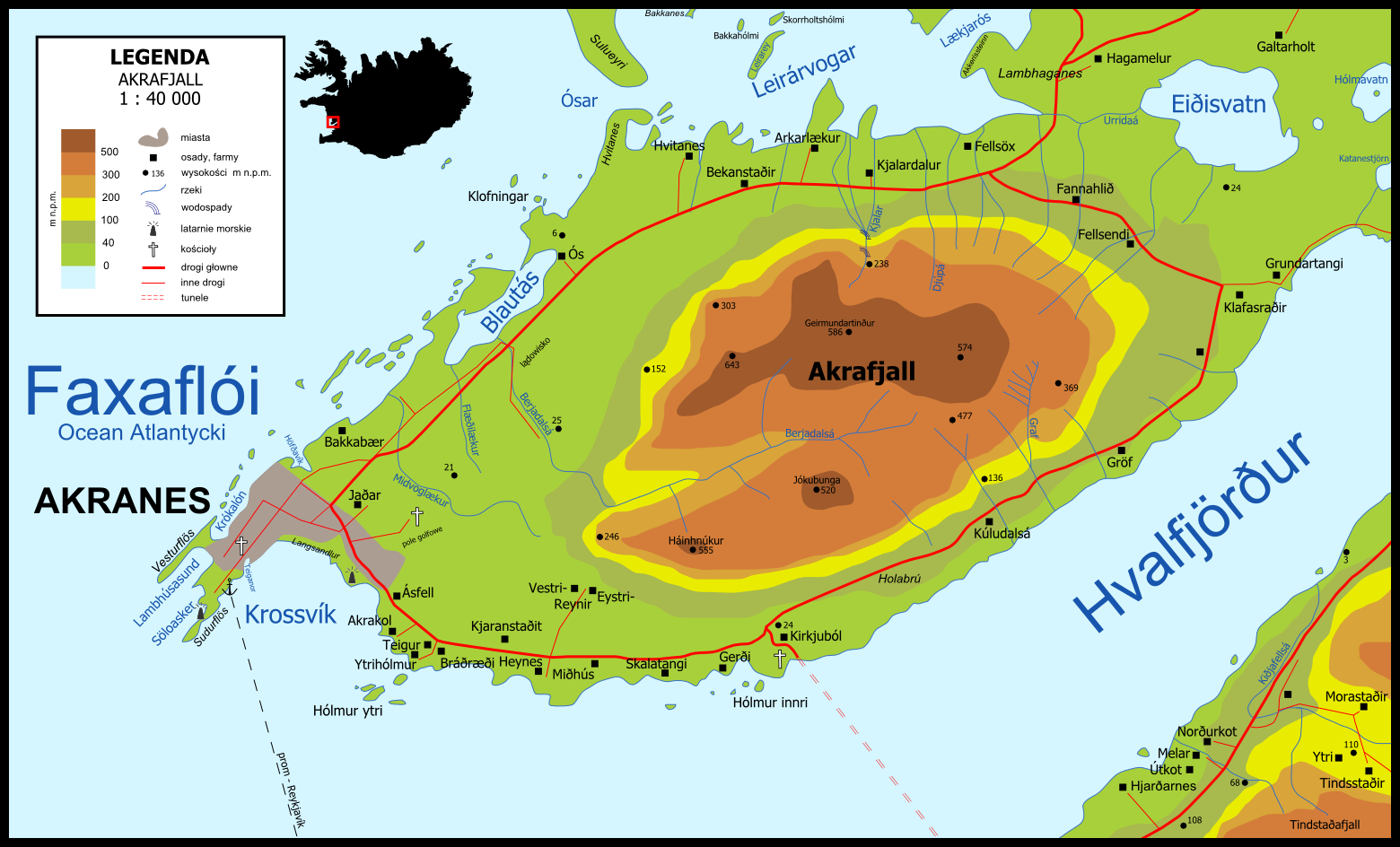
Karte der Region

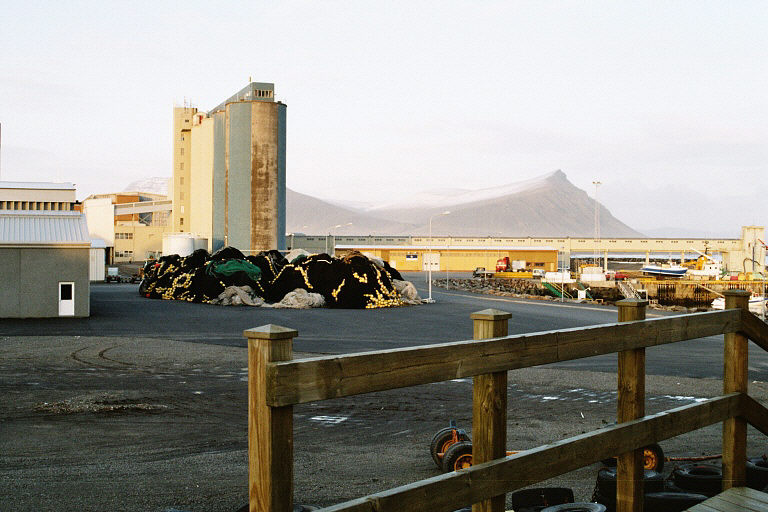
Hafen von Akranes

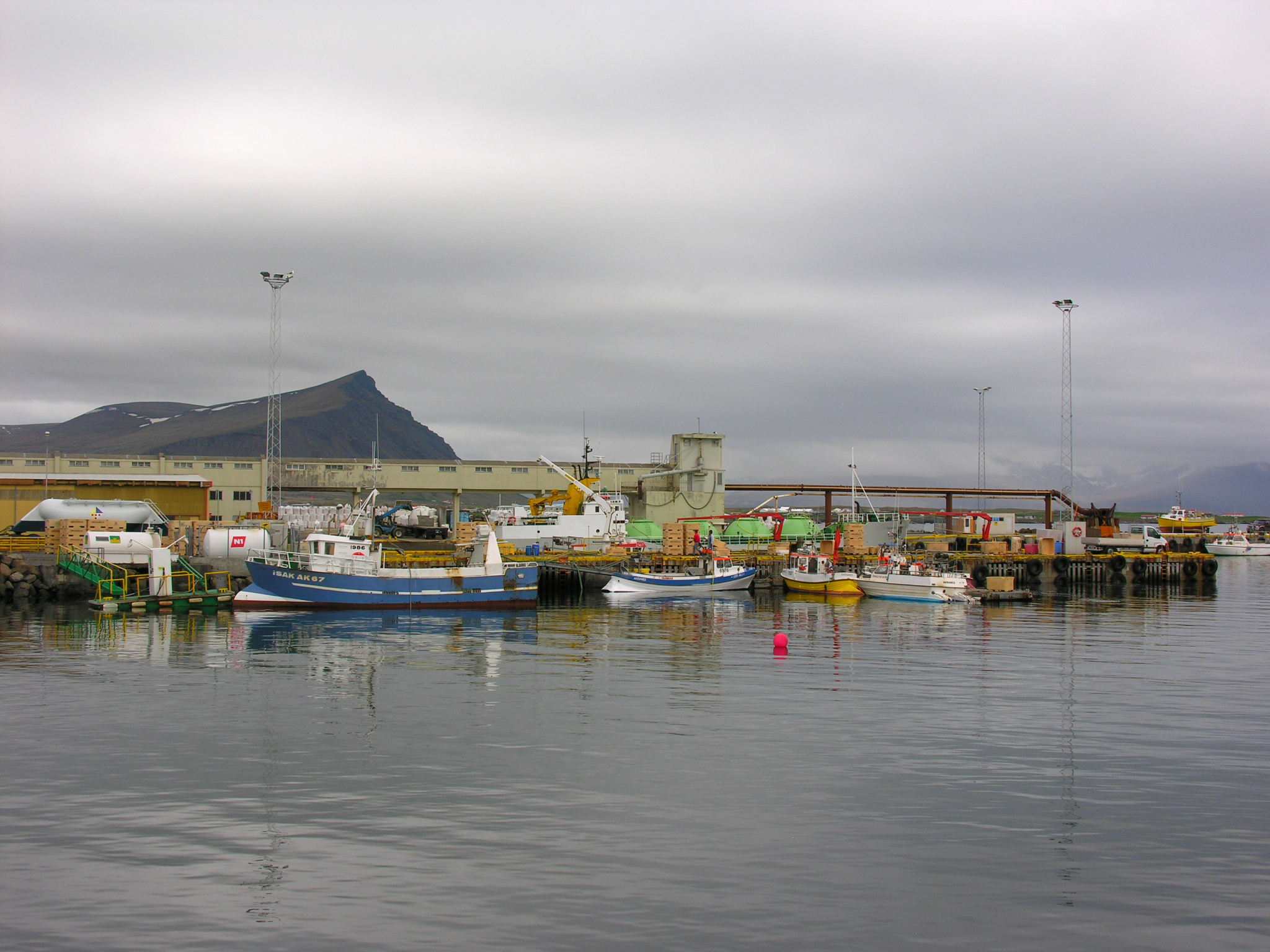
Fischereihafen in Akranes

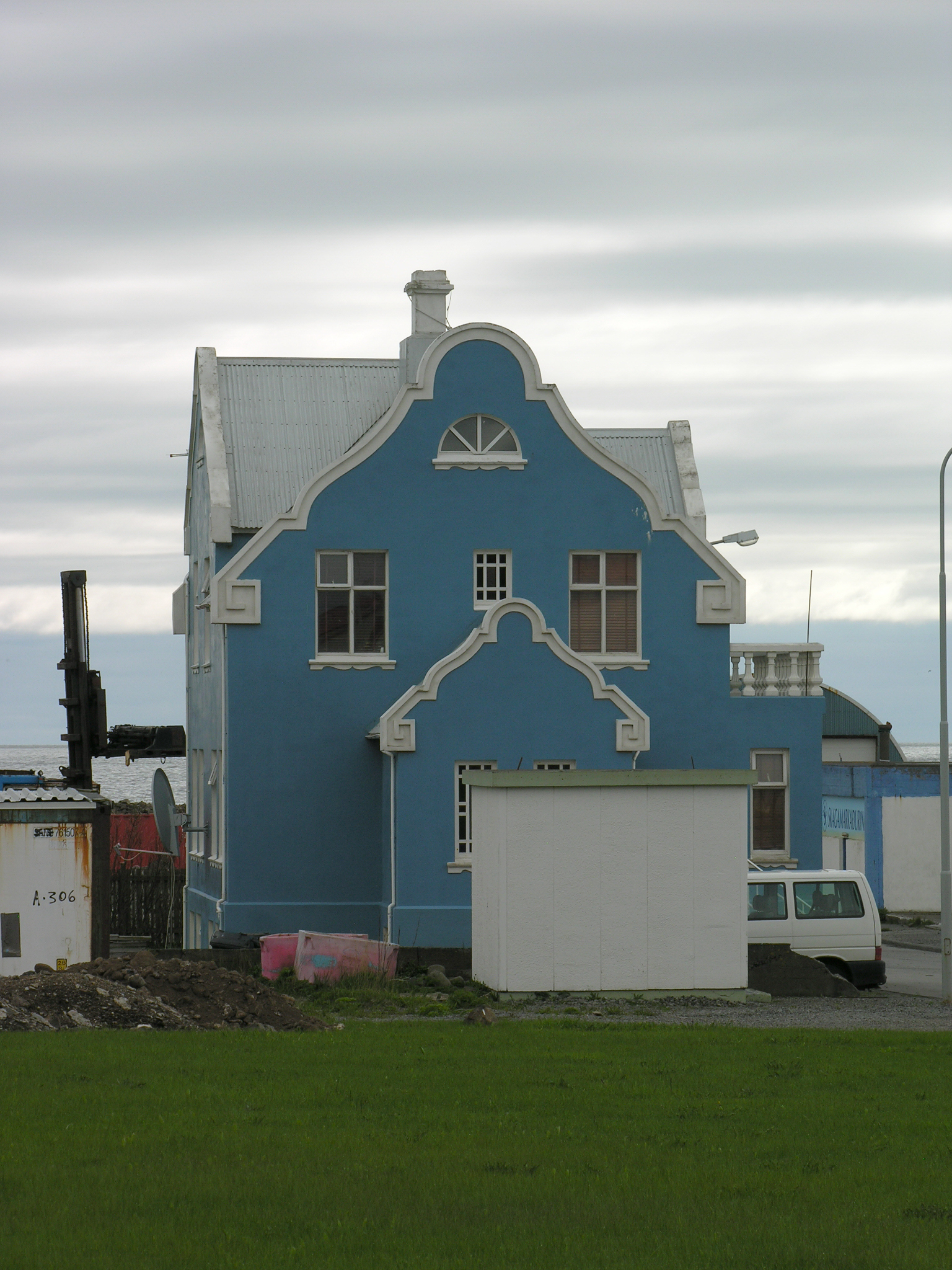
Haus in Akranes

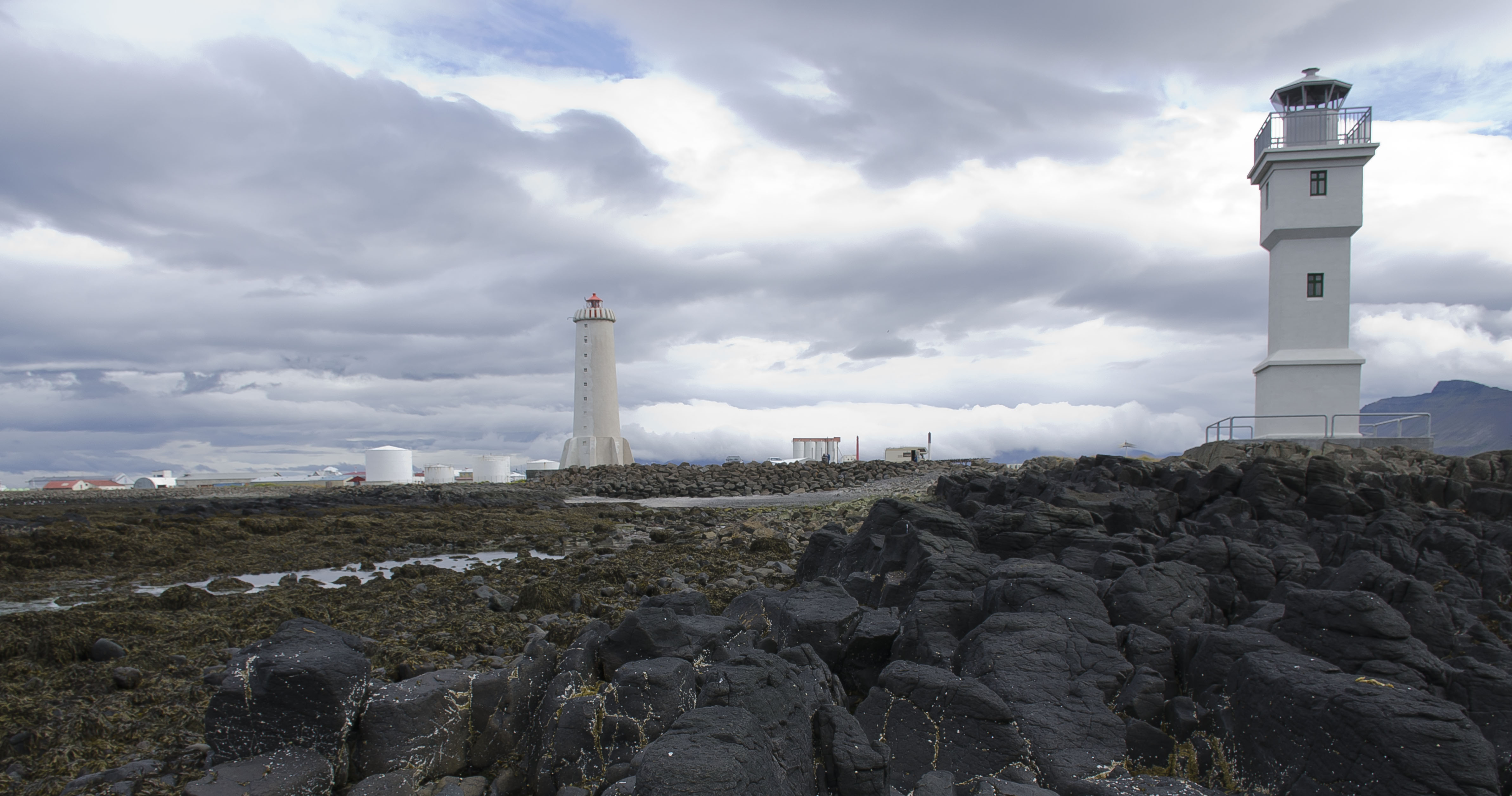
Leuchttürme von 1918 (vorne) und 1946

Der Name der Stadt bedeutet Kornackerhalbinsel. Diesen Namen findet man in sehr alten Quellen und kann daher davon ausgehen, dass in der Gegend zur Wikingerzeit viel Getreide angepflanzt wurde.
Die Spitze der Halbinsel, wo sich die heutige Stadt befindet, hieß früher Skagi (deutsch: „Halbinsel“) und ab dem 17. Jahrhundert Skipskagi oder Skipaskagi. Umgangssprachlich wird vor allem in Westisland der Name Skagi immer noch oft für Akranes gebraucht.
Östlich der Stadt Akranes befindet sich der Berg Akrafjall, an dessen Südseite der Ort Innrihólmur. Akranes liegt an der großen Bucht Faxaflói, der Südteil (etwa Langisandur) an der sehr viel kleineren Bucht Krossvík, die zum Hvalfjörður gehört.

## Geschichte

### Erste Siedler
Die Gegend ist seit der Landnahme Islands besiedelt.
Das Landnahmebuch berichtet, dass die irischen Brüder Þormóður gamli Bresason und Ketill Bresason von Irland nach Island gekommen seien und dort das Land zwischen den Flüssen Aurríðaá und Kalmansá in Besitz genommen hätten. Einige Hofnamen in der Gegend verweisen auf weitere irische Siedler wie z. B. Kjaranstaðir, Kalmansvík, Bekanstaðir.

### Rolle des Fischfangs und der Hanse
Vermutlich war dies schon von alters her ein Ort des Fischfangs, belegt ist jedenfalls ein Winterfischerdort des Bischofs von Skálholt Brynjólfur Sveinsson aus der Mitte des 17. Jahrhunderts. Hier entstand bald darauf das erste Fischerdorf Islands. Auch heute noch spielen Fischfang und -verarbeitung eine sehr bedeutende Rolle als Arbeitgeber in Akranes, das einer der wichtigsten Fischereiorte des Landes ist.
Im Mittelalter hatte bis zum Jahre 1602 außerdem die Hanse einen Stützpunkt in der Bucht Krossvík. Mit Einführung des dänischen Handelsmonopols waren die Leute von Akranes jedoch gezwungen, ihre Geschäfte am Hólminn bei Reykjavík abzuwickeln.

### Entwicklung zur Stadt
Akranes entwickelte sich im 19. Jahrhundert aus diesem Fischerdorf und bekam das Marktrecht im Jahre 1864. Damals hatte der Ort 300 Einwohner.
Die ersten Anlegestege stammen von 1874, Hafenanlagen wurden 1929 in der Bucht Krossvík errichtet. Und dort befindet sich der Hafen immer noch, der einer der wichtigsten Fischereihäfen Islands ist.
Die Kirche wurde 1896 von Garðar nach Akranes verlegt.
Akranes bekam 1941 das Stadtrecht und gehört zu den größten Städten Islands außerhalb der Hauptstadtregion.

## Kultur und Sehenswürdigkeiten

### Museumsgelände Akranes
Akranes besitzt ein relativ großes Freilicht- und Heimatmuseum (Safnasvæðið á Akranesi, früher: Museum in Garðar). Dies bietet u. a. eine Mineraliensammlung und ein Boots- und Fischereimuseum, zu dem Islands ältester erhaltener Fischkutter gehört. Weitere größere Abteilungen des Museums enthalten: eine Abteilung zum Sport in Island sowie eine Abteilung des Nationalen Instituts für Landesvermessung sowie zum Tunnelbau unter dem nahegelegenen Hvalfjörður, dessen Bedeutung für das Gedeihen der Stadt Akranes nicht zu unterschätzen ist.
.

### Leuchttürme
Sehenswert sind außerdem die Leuchttürme aus dem Jahre 1918 (restauriert 1992) und 1946. Eine moderne Skulptur erinnert an den Untergang des Schiffs Hafmeyjan, bei dem 1905 11 junge Leute ums Leben kamen.

### Schwimmbäder
In Akranes gibt es drei öffentliche Bäder. Das Jaðarsbakkalaug mit einer 25-Meter-Bahn, fünf warmen Becken, einer Rutsche und einem Dampfbad, die historische (erbaut 1944) Schwimmhalle Bjarnalaug mit einer 12,5-Meter-Bahn, und das Guðlaug, ein heißes Becken, welches direkt am Strand liegt.

### Festival
Aufgrund der Besiedlungsgeschichte fühlt man sich in Akranes Irland verbunden. Das Festival Írskir dagar wird daher einmal im Jahr in Akranes abgehalten.

### Sport
Akranes gilt auch als eine der Städte, in denen der Sport eine besonders hohe Stellung einnimmt.
Der Fußballverein ÍA Akranes war mehrfacher isländischer Meister und Pokalsieger,
der im UEFA-Pokal schon viele Spiele bestritt.
Ein Teil des Museums in Garðar ist dem isländischen Sport gewidmet.

## Umgebung
Nordöstlich von Akranes befindet sich das Waldgebiet Vatnaskógur, ein beliebtes Ausflugsziel, das seit 1914 unter Naturschutz steht. 1948–1949 wurde hier von zwei Forstarbeitern eine kleine Kapelle aus Holz errichtet. Die Einweihung erfolgte am 24. Juli 1949. In der Kapelle steht eine verkleinerte Kopie der Christusstatue von Bertel Thorwaldsen.

## Bildung
Am Ort gibt es mehrere Schulen, darunter Grundschulen und eine weiterführende Schule (Fjölbrautaskóli Vesturlands).

## Wirtschaft und Infrastruktur
Man lebt von Fischfang und -verarbeitung, inzwischen aber auch zunehmend vom Servicebereich. Außerdem pendeln dank des seit 1998 bestehenden Hvalfjörðurtunnels viele Einwohner zur Arbeit nach Reykjavík. Daneben bietet auch das nahe Aluminiumwerk viele Arbeitsplätze.
Das heiße Wasser für Heizung und täglichen Gebrauch stammt aus der größten Springquelle des Landes, Deildartunguhver, und wird über ca. 60 km lange Leitungen nach Akranes geleitet.
In Akranes verarbeitete das größte Zementwerk Islands von 1958 bis 2012 Muschelkalk. Ein bekannter Witz besagt, dass in Island zwei Baustile unterschieden werden: vor und nach der Errichtung des Zementwerks in Akranes. Heute wird über den Hafen von Akranes ein Großteil des in Island genutzten Zements importiert. 

## Einwohnerentwicklung
| Datum         | Einwohner |
| ------------- | --------- |
| 1. Dez. 1981: | 5.267     |
| 1. Dez. 1997: | 5.127     |
| 1. Dez. 2003: | 5.582     |
| 1. Dez. 2004: | 5.655     |
| 1. Dez. 2005: | 5.782     |
| 1. Dez. 2006: | 5.955     |
| 1. Dez. 2007: | 5.976     |
| 1. Dez. 2008: | 6.401     |
| 1. Dez. 2009: | 6.609     |
| 1. Dez. 2010: | 6.549     |
| 2012          | 6518      |
| 2014          | 6624      |
| 2016          | 6841      |
| 2018          | 7184      |
| 2020          | 7408      |
| 2022          | 7693      |
| 2024          | 8071      |

## Städtepartnerschaften
- Bamble, Norwegen
- Närpes, Finnland
- Qaqortoq, Grönland
- Sørvágur, Färöer
- Tønder, Dänemark
- Västervik, Schweden

## Söhne und Töchter der Stadt
- Jón Óskar (1921–1998), Dichter und Übersetzer
- Ríkharður Jónsson (1929–2017), Fußballtrainer, -manager und -spieler
- Guðbjartur Hannesson (1950–2015), Politiker
- Edda Heiðrún Backman (1957–2016), Schauspielerin, Regisseurin und Malerin
- Pétur Pétursson (* 1959), Fußballspieler
- Lilja Sigurðardóttir (* 1972), Schriftstellerin
- Þórður Guðjónsson (* 1973), Fußballspieler
- Sigurbjörg Þrastardóttir (* 1973), Schriftstellerin
- Gunnleifur Gunnleifsson (* 1975), Fußballspieler
- Bjarni Guðjónsson (* 1979), Fußballspieler
- Garðar Gunnlaugsson (* 1983), Fußballspieler
- Eva Björg Ægisdóttir (* 1988), Schriftstellerin
- Arnór Smárason (* 1988), Fußballspieler
- Arnór Sigurðsson (* 1999), Fußballspieler

## Verkehr
Seit 1998 ist Akranes mit Reykjavík über die Nationalstraße 1 (Hringvegur), genauer gesagt dessen Vesturlandsvegur genannten Teil, durch den Tunnel Hvalfjarðargöng, der unter dem Hvalfjörður hindurchführt, verbunden. Vom Tunnel führt die Straße Nr. 501 nach Akranes und an der Nordseite um den Berg Akrafjall herum, während der Hringvegur südlich am Berg vorbei Richtung Borgarnes verläuft. Vor der Erbauung des Tunnels gab es ausschließlich eine Fährverbindung und einen schlechten Geländeweg nach Reykjavík.
Straeto betreibt die Fernbuslinie 57 welche von hier aus nach Reykjavik verkehrt.
In Akranes verkehrt werktags ein Stadtbus (strætó), der halbstündlich über 30 Haltestellen bedient und kostenlos benutzt werden kann.

### Andere
- Deutschsprachige Webpräsenz der Stadtverwaltung. (Memento vom 19. August 2014 im Internet Archive)
- Webpräsenz der Stadtverwaltung (isländisch).